# Daria Menicanti
Daria Menicanti (Piacenza, 6 aprile 1914 – Mozzate, 4 gennaio 1995) è stata una poetessa e traduttrice italiana.

## Biografia
Nata, ultima di quattro figli, nel 1914 a Piacenza da padre toscano e madre fiumana: si trasferì con la famiglia a Milano, frequentandovi il Liceo classico Giovanni Berchet, dove sostenne l'esame di maturità nel luglio 1932. Si iscrisse alla Facoltà di Lettere e Filosofia e si laureò nel luglio 1937 discutendo una tesi dedicata all'analisi della poetica e della poesia di John Keats. Nello stesso anno conseguì l'abilitazione all'insegnamento medio (sarà per tutta la vita insegnante) e sposò Giulio Preti, dando vita a un matrimonio che terminò nel 1954, anche se il suo rapporto con il filosofo pavese durerà tutta la vita.
Nel 1964 pubblicò la sua prima raccolta poetica, Città come che le valse il premio Carducci nel 1965. Seguiranno Un nero d'ombra (1969) e Poesie per un passante (1978). Successivamente pubblicò nel 1986 Altri amici e Ferragosto. Infine nel 1990 uscì Ultimo quarto.
Dal 1939 al 1979 effettuò una intensa attività di traduzione dall'inglese.
Morì per un tumore alla gola, in una casa di cura di Mozzate in provincia di Como il 4 gennaio 1995. Il suo archivio è conservato presso il Centro per gli studi sulla tradizione manoscritta di autori moderni e contemporanei dell’Università di Pavia.

## Opere principali

### Poesie
- Città come, Milano, Mondadori, 1964
- Un nero d'ombra, Milano, Mondadori, 1969
- Poesie per un passante, Milano, Mondadori, 1978
- Altri amici, Forlì, Forum/Quinta Generazione, 1986
- Ferragosto, Acireale, Lunarionuovo, 1986
- Ultimo quarto, con una nota di Lalla Romano, Milano, Scheiwiller, 1990
- La vita è un dito. Antologia poetica 1959-1989, introduzione e cura di Matteo M. Vecchio, con uno scritto di Fabio Minazzi e una lettera di Marco Marchi, Borgomanero, Giuliano Ladolfi Editore, 2011
- Il concerto del grillo. L'opera poetica completa con tutte le poesie inedite, a cura di Brigida Bonghi, Fabio Minazzi e Silvio Raffo, con la Bibliografia Menicantea, Centro Internazionale Insubrico-Mimesis, Milano-Udine 2013

### Traduzioni
- John Henry Muirhead, Filosofi inglesi contemporanei (introduzione di Antonio Banfi), Bompiani, 1939
- Paul Nizan, Aden Arabia, Mondadori, 1961
- Paul Nizan, La cospirazione, Mondadori, 1961
- Noel Coward, Amore e protocollo, Club degli Editori, 1962
- Jean Paris, James Joyce, il Saggiatore, 1966
- Betty Smith, Al mattino viene la gioia, Mondadori, 1967
- Sylvia Plath, La campana di vetro, Mondadori, 1968
- Paul Geraldy, Toi et moi, Mondadori, 1978